# Mistrzostwa Europy w Zapasach 1982
37. Mistrzostwa Europy w zapasach odbywały się w Warnie w Bułgarii.

## Styl klasyczny

### Medaliści
| Konkurencja | Złoto              | Srebro          | Brąz                  |
| ----------- | ------------------ | --------------- | --------------------- |
| -48 kg      | Wasilij Anikin     | Csaba Vadász    | Totjo Andonow         |
| -52 kg      | Benur Paszajan     | Gheorghe Ștefan | Roman Kierpacz        |
| -57 kg      | Petyr Bałow        | Josef Krysta    | Mehmet Serhat Karadağ |
| -62 kg      | Rafaił Nasibułow   | Panajot Kirow   | István Tóth           |
| -68 kg      | Giennadij Jermiłow | Ștefan Negrișan | Gerry Svensson        |
| -74 kg      | Andrzej Supron     | Roger Tallroth  | Karolj Kasap          |
| -82 kg      | Asłan Żanimow      | Andrzej Malina  | Ion Draica            |
| -90 kg      | Igor Kanygin       | Frank Andersson | Atanas Komszew        |
| -100 kg     | Andrej Dimitrow    | Nikołaj Ińkow   | Jožef Tertei          |
| +100 kg     | Nikoła Dinew       | Prvoslav Ilić   | Jewgienij Artiuchin   |

### Tabela medalowa
| Lp. | Państwo        | Złoto | Srebro | Brąz |
| --- | -------------- | ----- | ------ | ---- |
| 1   | ZSRR           | 6     | 1      | 1    |
| 2   | Bułgaria       | 3     | 1      | 2    |
| 3   | Polska         | 1     | 1      | 1    |
| 4   | Szwecja        | 0     | 2      | 1    |
|     | Rumunia        | 0     | 2      | 1    |
| 6   | Jugosławia     | 0     | 1      | 2    |
| 7   | Węgry          | 0     | 1      | 1    |
| 8   | Czechosłowacja | 0     | 1      | 0    |
| 9   | Turcja         | 0     | 0      | 1    |

## Styl wolny

### Medaliści
| Konkurencja | Złoto                | Srebro            | Brąz             |
| ----------- | -------------------- | ----------------- | ---------------- |
| -48 kg      | László Bíró          | Wasilij Gogolew   | Szaban Trstena   |
| -52 kg      | Walentin Jordanow    | Lajos Szabó       | Osman Efiendijew |
| -57 kg      | Siergiej Biełogłazow | Imre Szalontai    | Stefan Iwanow    |
| -62 kg      | Simeon Szterew       | Yusuf Gambaz      | Buzaj Ibragimow  |
| -68 kg      | Boris Budajew        | Zoltán Szalontai  | Iwan Jankow      |
| -74 kg      | Martin Knosp         | Pekka Rauhala     | Jurij Worobjow   |
| -82 kg      | Efraim Kamberow      | Władimir Modosian | Peter Syring     |
| -90 kg      | Iwan Ginow           | Piotr Naniew      | İsmail Temiz     |
| -100 kg     | Bagrat Chutaba       | Uwe Neupert       | Július Strnisko  |
| +100 kg     | Sosłan Andijew       | János Rovnyai     | Adam Sandurski   |

### Tabela medalowa
| Lp. | Państwo        | Złoto | Srebro | Brąz |
| --- | -------------- | ----- | ------ | ---- |
| 1   | ZSRR           | 4     | 3      | 3    |
| 2   | Bułgaria       | 4     | 0      | 2    |
| 3   | Węgry          | 1     | 4      | 0    |
| 4   | RFN            | 1     | 0      | 0    |
| 5   | NRD            | 0     | 1      | 1    |
|     | Turcja         | 0     | 1      | 1    |
| 7   | Finlandia      | 0     | 1      | 0    |
| 8   | Polska         | 0     | 0      | 1    |
|     | Czechosłowacja | 0     | 0      | 1    |
|     | Jugosławia     | 0     | 0      | 1    |